# Şenyurt, Tortum
Şenyurt là một thị trấn thuộc huyện Tortum, tỉnh Erzurum, Thổ Nhĩ Kỳ. Dân số thời điểm năm 2011 là 3.159 người.